# Morskie Oko (miejscowość)
Morskie Oko – miejscowość typu schronisko turystyczne położona w województwie małopolskim w powiecie tatrzańskim w gminie Bukowina Tatrzańska.
W latach 1975–1998 miejscowość administracyjnie należała do województwa nowosądeckiego.
W miejscowości znajduje się schronisko PTTK nad Morskim Okiem.